# New Leipzig
Pour la ville allemande, voir Leipzig.
La ville de New Leipzig est située dans le comté de Grant, dans l’État du Dakota du Nord, aux États-Unis. Lors du recensement de 2010, sa population s’élevait à 221 habitants, estimée à 213 habitants en 2018.

## Histoire
New Leipzig a été fondée en 1910 quand le chemin de fer a été prolongé à cet endroit. En 1912, son nom a brièvement été changé en Lawther mais celui-ci posait problème à l’administration postale à cause d’un risque de confusion avec Lawton. Le village a donc repris son nom d’origine. Un bureau de poste a ouvert en 1910.

## Démographie
| Groupe            | New Leipzig | Dakota du Nord | États-Unis |
| ----------------- | ----------- | -------------- | ---------- |
| Blancs            | 97,3        | 90,0           | 72,4       |
| Amérindiens       | 0,9         | 5,4            | 0,9        |
| Métis             | 1,8         | 1,8            | 2,9        |
| Autres            | 0,3         | 2,8            | 23,8       |
| Total             | 100         | 100            | 100        |
|                   |             |                |            |
| Latino-Américains | 0           | 2,0            | 16,7       |

Selon l’American Community Survey, pour la période 2011-2015, 91,02 % de la population âgée de plus de 5 ans déclare parler l’anglais à la maison, 1,93 % déclare parler l’allemand, 8,57 % l’espagnol et 0,41 % une autre langue.
| 1920 | 1930 | 1940 | 1950 | 1960 | 1970 |
| ---- | ---- | ---- | ---- | ---- | ---- |
| 378  | 443  | 366  | 447  | 390  | 354  |

| 1980 | 1990 | 2000 | 2010 | - | - |
| ---- | ---- | ---- | ---- | - | - |
| 352  | 326  | 274  | 221  | - | - |

## Source
- (en) Cet article est partiellement ou en totalité issu de l’article de Wikipédia en anglais intitulé « New Leipzig, North Dakota » (voir la liste des auteurs).